# Volkswagen Sharan I
Volkswagen Sharan I (type 7M) og søstermodellerne Ford Galaxy (til 2006) og SEAT Alhambra var store MPV'er, med hvilke fabrikanterne tiltalte hovedsageligt børnerige familier.

## Historie
I 1991 besluttede Ford og Volkswagen at indgå et joint venture for at kunne tilbyde biler i den store MPV-klasse. Målet var, at begge bilfirmaer kunne positionere sig tydeligt i segmentet.
For begge firmaer var udviklingsomkostningerne og investeringerne i den nye fabrik for høje til at kunne betale dem alene. Derfor blev firmaet Autoeuropa Automóveis grundlagt i Palmela, Portugal, hvor Ford og Volkswagen delte omkostningerne.
Sharan/Alhambra og Galaxy forenede design og teknik fra to forskellige bilkoncerner i én bilmodel. Også designet var en kompromisløsning, som mindede stærkt om Ford Mondeo I, men også havde et mod Volkswagen Passat B4 rettet bagparti.
- Bagfra
- SEAT Alhambra (1996−2000)

### Facelifts
Først efter det første facelift i april 2000 mindede Sharans ud- og indvendige design om Golf IV og Passat B5, men havde samtidig også træk fra det hos Ford dominerende New-Edge-design. På Sharan/Galaxy/Alhambra kunne flere forskellige byggedele kendes fra Volkswagens udvikling, da de også blev benyttet i andre bilmodeller fra Volkswagen. Volkswagen leverede desuden TDI- og V6-motorerne, hvor Ford leverede dele af hjulophængene og undervognen fra Mondeo I. Interessant var også at nogle Volkswagen-dele senere kunne genfindes i andre Ford-modeller som f.eks. den nye Ford Mondeo senere i 2000, dog i let ændret form. Den mest iøjnefaldende del var her sideblinklyset i forskærmene på Sharan/Galaxy/Alhambra, som kom fra Volkswagen og var kendt fra de sidste Golf III-modeller. Det kunne genfindes på Ford Fusion, Ford Fiesta og Ford Focus.
I slutningen af 2004 blev der (udelukkende på Volkswagen Sharan) gennemført et yderligere facelift med bl.a. modificerede baglygter, sideblinklys i sidespejlene og kromrande på kølergrillen.
- Volkswagen Sharan (2004–2010)
- Volkswagen Sharan bagfra

På SEAT Alhambra blev der i oktober 2005 gennemført et mindre facelift, som (også i Sharan) introducerede en ny 2,0-liters dieselmotor med partikelfilter. Versioner produceret efter dette facelift kan kendes på den centrale positionering af skrifttrækket "Alhambra" på bagklappen.
- SEAT Alhambra (2000−2005)
- SEAT Alhambra bagfra
- SEAT Alhambra (2005−2010)

## Tekniske data

### Benzinmotorer
|                                                | 1.8 T                             | 1.8 T                            | 2.0                              | 2.0                              | 2.0 LPG1            | 2.8 VR62                                        | 2.8 V6                                         |
| Byggeperiode                                   | 11/1997–2/2000                    | 6/2000–8/2010                    | 9/1995–2/2000                    | 5/2000–8/2010                    | 2004–8/2010         | 9/1995−2/2000                                   | 5/2000–8/2010                                  |
| Motordata                                      |                                   |                                  |                                  |                                  |                     |                                                 |                                                |
| Motorkendebogstaver                            | AJH                               | AWC                              | ADY                              | ATM                              | ATM                 | AAA, AMY                                        | AYL                                            |
| Motortype                                      | R4-benzinmotor                    | R4-benzinmotor                   | R4-benzinmotor                   | R4-benzinmotor                   | R4-benzinmotor      | VR6-benzinmotor                                 | VR6-benzinmotor                                |
| Antal ventiler pr. cylinder                    | 5                                 | 5                                | 2                                | 2                                | 2                   | 2                                               | 4                                              |
| Ventilstyring                                  | DOHC, tandrem                     | DOHC, tandrem                    | OHC, tandrem                     | OHC, tandrem                     | OHC, tandrem        | 2 × OHC, kæde                                   | 2 × DOHC, kæde                                 |
| Fødesystem                                     | Multipoint                        | Multipoint                       | Multipoint                       | Multipoint                       | Multipoint          | Multipoint                                      | Multipoint                                     |
| Trykladning                                    | Turbolader, ladeluftkøler         | Turbolader, ladeluftkøler        | –                                | –                                | –                   | –                                               | –                                              |
| Køling                                         | Vandkøling                        | Vandkøling                       | Vandkøling                       | Vandkøling                       | Vandkøling          | Vandkøling                                      | Vandkøling                                     |
| Boring × slaglængde                            | 81,0 × 86,4 mm                    | 81,0 × 86,4 mm                   | 82,5 × 92,8 mm                   | 82,5 × 92,8 mm                   | 82,5 × 92,8 mm      | 81,0 × 90,3 mm                                  | 81,0 × 90,3 mm                                 |
| Slagvolume                                     | 1781 cm³                          | 1781 cm³                         | 1984 cm³                         | 1984 cm³                         | 1984 cm³            | 2792 cm³                                        | 2792 cm³                                       |
| Kompressionsforhold                            | 9,5:1                             | 9,5:1                            | 10,0:1                           | 10,5:1                           | 10,5:1              | 10,0:1                                          | 10,5:1                                         |
| Maks. effekt ved omdr./min.                    | 110 kW (150 hk) 5700              | 110 kW (150 hk) 5800             | 85 kW (115 hk) 5000              | 85 kW (115 hk) 5200              | 76 kW (103 hk) 5200 | 128 kW (174 hk) 5800                            | 150 kW (204 hk) 6200                           |
| Maks. drejningsmoment ved omdr./min.           | 210 Nm 1750−4600                  | 220 Nm 1800−4300                 | 170 Nm 2400                      | 170 Nm 2600                      | 149 Nm 2600         | 235 Nm3 4200                                    | 265 Nm 3400                                    |
| Kraftoverførsel                                |                                   |                                  |                                  |                                  |                     |                                                 |                                                |
| Drivende hjul (standardudstyr)                 | Forhjul                           | Forhjul                          | Forhjul                          | Forhjul                          | Forhjul             | Forhjul                                         | Forhjul                                        |
| Drivende hjul (ekstraudstyr)                   | –                                 | –                                | –                                | –                                | –                   | Alle                                            | Alle                                           |
| Gearkasse (standardudstyr)                     | 5-trins manuel                    | 6-trins manuel                   | 5-trins manuel                   | 6-trins manuel                   | 6-trins manuel      | 5-trins manuel                                  | 6-trins manuel                                 |
| Gearkasse (ekstraudstyr)                       | 4-trins automatisk                | 5-trins Tiptronic                | 4-trins automatisk               | 4-trins automatisk               | –                   | 4-trins automatisk                              | 5-trins Tiptronic4                             |
| Præstationer5                                  |                                   |                                  |                                  |                                  |                     |                                                 |                                                |
| Topfart                                        | 194 km/t (189 km/t)               | 199 km/t (195 km/t)              | 177 km/t (172 km/t)              | 177 km/t (173 km/t)              | 174 km/t            | 199 km/t (195 km/t) [193 km/t]                  | 217 km/t (212 km/t) [214 km/t]                 |
| Acceleration 0-100 km/t                        | 12,0 sek. (12,8 sek.)             | 10,9 sek. (12,1 sek.)            | 15,4 sek. (17,2 sek.)            | 15,2 sek. (17,2 sek.)            | 16,0 sek.           | 11,0 sek. (13,2 sek.) [13,8 sek.]               | 9,9 sek. (10,4 sek.) [10,3 sek.]               |
| Brændstofforbrug pr. 100 km ved blandet kørsel | 10,1 liter (11,9 liter) Blyfri 95 | 9,5 liter (10,4 liter) Blyfri 95 | 9,9 liter (11,6 liter) Blyfri 95 | 9,4 liter (10,4 liter) Blyfri 95 | 13,0 kg Autogas     | 11,8 liter (12,9 liter) [13,6 liter] Blyfri 953 | 10,6 liter (11,8 liter) [11,2 liter] Blyfri 98 |
| CO2-udslip ved blandet kørsel                  | 242 g/km (286 g/km)               | 228 g/km (250 g/km)              | 238 g/km (278 g/km)              | 226 g/km (250 g/km)              |                     | 283 g/km (310 g/km) [326 g/km]                  | 254 g/km (283 g/km) [269 g/km]                 |

### Dieselmotorer
|                                                | 1.9 TDI                   | 1.9 TDI                   | 1.9 TDI                      | 1.9 TDI                   | 1.9 TDI1                                 | 1.9 TDI2                  | 1.9 TDI                   | 2.0 TDI                   | 2.0 TDI BlueMotion        |
| Byggeperiode                                   | 9/1995–7/1996             | 8/1996–2/2000             | 10/1996–2/2000               | 1/1999–4/2006             | 5/2000–8/2010                            | 10/2002–11/2005           | 1/2005–5/2007             | 11/2005–8/2010            | 4/2008–8/2010             |
| Motordata                                      |                           |                           |                              |                           |                                          |                           |                           |                           |                           |
| Motorkendebogstaver                            | 1Z                        | AHU                       | AFN, AVG                     | ANU                       | AUY, BVK                                 | ASZ                       | BTB                       | BRT                       | BRT                       |
| Motortype                                      | R4-dieselmotor            | R4-dieselmotor            | R4-dieselmotor               | R4-dieselmotor            | R4-dieselmotor                           | R4-dieselmotor            | R4-dieselmotor            | R4-dieselmotor            | R4-dieselmotor            |
| Antal ventiler pr. cylinder                    | 2                         | 2                         | 2                            | 2                         | 2                                        | 2                         | 2                         | 2                         | 2                         |
| Ventilstyring                                  | OHC, tandrem              | OHC, tandrem              | OHC, tandrem                 | OHC, tandrem              | OHC, tandrem                             | OHC, tandrem              | OHC, tandrem              | OHC, tandrem              | OHC, tandrem              |
| Fødesystem                                     | Direkte                   | Direkte                   | Direkte                      | Pumpe/dyse                | Pumpe/dyse                               | Pumpe/dyse                | Pumpe/dyse                | Pumpe/dyse                | Pumpe/dyse                |
| Trykladning                                    | Turbolader, ladeluftkøler | Turbolader, ladeluftkøler | Turbolader, ladeluftkøler    | Turbolader, ladeluftkøler | Turbolader, ladeluftkøler                | Turbolader, ladeluftkøler | Turbolader, ladeluftkøler | Turbolader, ladeluftkøler | Turbolader, ladeluftkøler |
| Køling                                         | Vandkøling                | Vandkøling                | Vandkøling                   | Vandkøling                | Vandkøling                               | Vandkøling                | Vandkøling                | Vandkøling                | Vandkøling                |
| Boring × slaglængde                            | 79,5 × 95,5 mm            | 79,5 × 95,5 mm            | 79,5 × 95,5 mm               | 79,5 × 95,5 mm            | 79,5 × 95,5 mm                           | 79,5 × 95,5 mm            | 79,5 × 95,5 mm            | 81,0 × 95,5 mm            | 81,0 × 95,5 mm            |
| Slagvolume                                     | 1896 cm³                  | 1896 cm³                  | 1896 cm³                     | 1896 cm³                  | 1896 cm³                                 | 1896 cm³                  | 1896 cm³                  | 1968 cm³                  | 1968 cm³                  |
| Kompressionsforhold                            | 19,5:1                    | 19,5:1                    | 19,5:1                       | 18,0:1                    | 18,0:1                                   | 19,0:1                    | 18,5:1                    | 18,5:1                    | 18,5:1                    |
| Maks. effekt ved omdr./min.                    | 66 kW (90 hk) 4000        | 66 kW (90 hk) 4000        | 81 kW (110 hk) 4150          | 66 kW (90 hk) 4000        | 85 kW (115 hk) 4000                      | 96 kW (130 hk) 4000       | 110 kW (150 hk) 4000      | 103 kW (140 hk) 4000      | 103 kW (140 hk) 4000      |
| Maks. drejningsmoment ved omdr./min.           | 202 Nm 1900               | 210 Nm 1900               | 235 Nm 1900                  | 240 Nm 1900               | 310 Nm 1900                              | 310 Nm 1900               | 310 Nm 1900               | 310 Nm 1900−2500          | 310 Nm 1900−2500          |
| Kraftoverførsel                                |                           |                           |                              |                           |                                          |                           |                           |                           |                           |
| Drivende hjul (standardudstyr)                 | Forhjul                   | Forhjul                   | Forhjul                      | Forhjul                   | Forhjul                                  | Forhjul                   | Forhjul                   | Forhjul                   | Forhjul                   |
| Drivende hjul (ekstraudstyr)                   | –                         | –                         | –                            | –                         | Alle (4Motion)                           | –                         | –                         | –                         | –                         |
| Gearkasse (standardudstyr)                     | 5-trins manuel            | 5-trins manuel            | 5-trins manuel               | 6-trins manuel            | 6-trins manuel                           | 6-trins manuel            | 6-trins manuel            | 6-trins manuel            | 6-trins manuel            |
| Gearkasse (ekstraudstyr)                       | –                         | –                         | 4-trins automatisk           | –                         | 5-trins Tiptronic3                       | –                         | –                         | –                         | –                         |
| Præstationer4                                  |                           |                           |                              |                           |                                          |                           |                           |                           |                           |
| Topfart                                        | 160 km/t                  | 160 km/t                  | 172 km/t (169 km/t)          | 164 km/t                  | 181 km/t (177 km/t) [178 km/t]           | 188 km/t                  | 199 km/t                  | 192 km/t                  | 195 km/t                  |
| Acceleration 0-100 km/t                        | 19,3 sek.                 | 19,3 sek.                 | 16,4 sek. (19,1 sek.)        | 17,2 sek.                 | 13,7 sek. (15,1 sek.) [14,7 sek.]        | 12,8 sek.                 | 11,9 sek.                 | 12,2 sek.                 | 11,9 sek.                 |
| Brændstofforbrug pr. 100 km ved blandet kørsel | 7,0 liter Diesel          | 6,6 liter Diesel          | 6,5 liter (7,8 liter) Diesel | 6,5 liter Diesel          | 6,4 liter (7,4 liter) [7,1 liter] Diesel | 6,3 liter Diesel          | 6,3 liter Diesel          | 6,6 liter Diesel          | 6,0 liter Diesel          |
| CO2-udslip ved blandet kørsel                  | 178 g/km                  | 178 g/km                  | 176 g/km (211 g/km)          | 176 g/km                  | 173 g/km (200 g/km) [192 g/km]           | 170 g/km                  | 170 g/km                  | 178 g/km                  | 162 g/km                  |

## Produktion
Modellerne Volkswagen Sharan og Ford Galaxy blev produceret fra februar 1995, og i marts 1996 fulgte SEAT Alhambra. I folkemunde betegnes de tre modeller hyppigt også som SGA.
I december 1999 solgte Ford sin del af Autoeuropa til Volkswagen, efter at Ford havde besluttet at bygge efterfølgeren for Galaxy alene for bedre at kunne udnytte sine egne fabrikker og adskille sig fra konkurrenterne. Hidtil havde parterne ikke kunne enedes om størrelsen på en efterfølger for SGA.
Joint venture'et mellem Volkswagen Group og Ford blev afsluttet i starten af 2006, da den sidste Ford Galaxy forlod samlebåndet hos Autoeuropa. Den i maj 2006 introducerede anden generation udviklede Ford alene.
Efterfølgeren Volkswagen Sharan II og den identiske SEAT Alhambra II kom på markedet i september 2010 efter at være blevet præsenteret på Geneve Motor Show i marts 2010.
Sharan var derudover den sidste Volkswagen-model med de klassiske udstyrsvariantbetegnelser "CL", "GL" hhv. "Carat".

## Sikkerhed
Modellen blev i 1999 kollisionstestet af Euro NCAP med et resultat på tre stjerner ud af fem mulige.
Det svenske forsikringsselskab Folksam vurderer flere forskellige bilmodeller ud fra oplysninger fra virkelige ulykker, hvorved risikoen for død eller invaliditet i tilfælde af en ulykke måles. I rapporterne er/var Sharan (samt SEAT Alhambra og Ford Galaxy) klassificeret som følger:
- 2001: Mindst 20% bedre end middelbilen[7]
- 2003: Som middelbilen[8]
- 2005: Mindst 15% bedre end middelbilen[9]
- 2007: Mindst 20% bedre end middelbilen[10]
- 2009: Mindst 20% bedre end middelbilen[11]
- 2011: Mindst 30% bedre end middelbilen[12]
- 2013: Mindst 40% bedre end middelbilen[13]
- 2015: Mindst 40% bedre end middelbilen[14]

## Koncept
Sharan fandtes med benzinmotorer fra 85 kW (115 hk) til 150 kW (204 hk) samt dieselmotorer fra 66 kW (90 hk) til 110 kW (150 hk).
Ligesom de fleste store MPV'er havde Sharan et variabelt kabinekoncept. Af de op til syv sæder kunne de fem bageste flyttes ved hjælp af få håndgreb eller helt fjernes, hvilket dannede en plan lasteflade med en længde på ca. to meter. Disse sæder kunne omdannes til borde ved at klappe ryglænene frem. Mod merpris samt i "Family"-modellen kunne Sharan også fås med integrerede børne/babysæder. Herved fremkom der en børnesædeforhøjer, idet sædefladen blev hævet, og i ryglænet var det udklappelige babysæde med fempunktssele monteret. Begge sædevarianter har dog af det tyske fagtidsskrift Auto Bild kun fået udnævnelsen "tilstrækkelig".
Et hyppigt fremsat kritikpunkt berørte det konceptionelle slægtskab med Golf og Passat, som kunne føres tilbage til den korte tilgængelige udviklingstid. Dette betød, at dele af de forreste hjulophæng, specielt kobbelstængerne, blev ekstremt hurtigt slidt. På modellen før facelift var de i kabinen benyttede kunststoffer (f.eks. solskærme, sædebetræk samt dør- og bagagerumsbeklædninger) ikke ret holdbare.
De tre modeller Sharan, Galaxy og Alhambra adskilte sig ikke ret meget. De mest bemærkelsesværdige forskelle var de optisk forskellige forlygter, kølergrill og baglygter samt detaljer i instrumentbrættet og sædebetrækket. Derudover var der også forskel i udvalget af benzinmotorer samt det i udstyrsvarianterne indeholdte standard- og ekstraudstyr.

### Gasversion
Sharan kunne fra fabrikken også leveres med LPG-autogasanlæg i kombination med 2,0-liters benzinmotoren med 115 hk. Ved kørsel på gas faldt ydelsen til 76 kW (103 hk), mens den ved kørsel på benzin var de sædvanlige 85 kW (115 hk).

## Mærkeimage
De tre modeller fik stor opmærksomhed i bilindustrien med forskellig brand equity. Med samme udstyr var Sharan ca. 1.000 til 2.500 Euro dyrere end den tilsvarende Galaxy eller Alhambra, men solgte i Tyskland (i modsætning til i resten af Europa) bedre end de to søstermodeller. De tyske købere var åbenbart villige til at betale en høj merpris alene for varemærket Volkswagen. I Storbritannien var det omvendt, da mærket Ford der havde et bedre ry end Volkswagen.